# Godon de Toul
Godon († 756 (?)) est le vingt-troisième évêque de Toul.

## Biographie
L'évêque Godon succéda à Griboald vers 739. À son époque, le diocèse de Toul fut marqué par des désastres, des usurpations et des pillages d'églises. La ville de Toul fut même brûlée et les archives de l'Église furent consumées dans l'incendie. Quelques-uns attribuèrent cette ruine de Toul aux soldats de Pépin qui rencontrant dans cette ville une fidélité trop prononcée en faveur du roi Childéric III y mirent le feu pour s'en venger. Quoi qu'il en soit, ces malheurs et cette anarchie se prolongèrent jusqu'au règne de Pépin le Bref qui fut reconnu roi des Français en l'an 752. Ce prince rendit la paix au royaume d'Austrasie, accorda à l'évêque Godon sur sa demande une franchise d'impôts pour la ville de Toul, et publia une charte en faveur de son Église par laquelle il restituait et renouvelait celles qui étaient devenues la proie des flammes. 
Son successeur a été l'évêque Jacob.